# Raul Plassman
Raul Guilherme Plassman (ur. 27 września 1944 w Antoninie) – brazylijski piłkarz występujący na pozycji bramkarza. Karierę sportową rozpoczął w 1963, a skończył w 1983.

## Kluby
- 1963–1964 – Athletico Paranaense
- 1964–1965 – São Paulo FC
- 1965–1978 – Cruzeiro EC
- 1978–1983 – CR Flamengo

## Tytuły
- Puchar Interkontynentalny: 1981
- Copa Libertadores:

1976 – Cruzeiro EC
1981 – CR Flamengo
- Taça Brasil: 1966
- Campeonato Brasileiro Série A: 1980, 1982, 1983
- Campeonato Mineiro: 1965, 1966, 1967, 1968, 1969, 1972, 1973, 1974, 1975, 1977
- Campeonato Carioca: 1978, 1979, 1979, 1981